# Richard Bett
Richard Arnot Home Bett (* 10. Juni 1957 in London) ist ein britisch-US-amerikanischer Philosoph und Philosophiehistoriker auf dem Gebiet der antiken Philosophie.

## Leben
Bett erwarb den B.A. in Literae humaniores 1980 an der Universität Oxford und wurde 1986 mit einer Dissertation zu dem Thema: Moral Scepticism: Why Ask Why Should I be Moral? an der University of California, Berkeley zum Ph.D. promoviert. Er war darauf Assistant Professor of Philosophy an der University of Texas at Arlington (1986–1991), um an die Johns Hopkins University zu wechseln, wo er Assistant Professor (1991–1994), dann Associate Professor (1994–2000) war und nunmehr Professor of Philosophy ist. Seit 1996 ist er dort auch Mitglied des Classics Department. Von 2000 bis 2001 war er Acting Executive Director der American Philosophical Association.
Bett arbeitet vor allem zum antiken Skeptizismus. Er hat zwei Monographien dem Skeptiker Pyrrhon und dem Pyrrhonismus gewidmet und die Schrift Adversus mathematicos des Sextus Empiricus übersetzt. Darüber hinaus beschäftigt er sich mit der antiken und modernen Ethik und Epistemologie sowie mit Friedrich Nietzsche.

## Schriften (Auswahl)
Monographien
- Pyrrho, his Antecedents and his Legacy. Clarendon Press, Oxford 2000.
- (Hrsg.): The Cambridge Companion to Ancient Scepticism. Cambridge University Press, Cambridge 2010.
- How to be a Pyrrhonist. The Practice and Significance of Pyrrhonian Skepticism. Cambridge University Press, Cambridge 2019.

Übersetzungen
- Sextus Empiricus, Against the Ethicists (Adversus Mathematicos XI). Introduction, Translation and Commentary. Clarendon Press, Oxford 1997.
- Sextus Empiricus, Against the Logicians (Adversus Mathematicos VII–VIII). Introduction, Translation and Notes. Cambridge University Press, Cambridge 2005.
- Sextus Empiricus, Against the Physicists (Adversus Mathematicos IX–X). Introduction, Translation and Notes. Cambridge University Press, Cambridge 2012
- Sextus Empiricus, Against those in the Disciplines (Adversus Mathematicos I–VI). Introduction, Translation and Notes. Oxford University Press, Oxford 2018.